# Rasclet de Colòmbia
El rasclet de Colòmbia(Mustelirallus colombianus) és una espècie d'ocell de la família dels ràl·lids (Rallidae) que habita aiguamolls pantans i sabanes humides del sud-oest de Colòmbia i nord–oest de l'Equador i del nord de Colòmbia.

## Taxonomia
Ubicat tradicionalment al gènere Neocrex va ser inclòs a Mustelirallus arran treballs com ara Kirchman et al. 2021